# Oskar Pfungst
Oskar Pfungst (né en 1874 et mort en 1932) est un psychologue allemand. Alors qu’il travaillait dans le laboratoire de Carl Stumpf, à Berlin, on lui demanda d’enquêter sur le cheval Hans le Malin, qui apparemment était capable de répondre à des questions arithmétiques en tapant du sabot. En 1907, il publia son rapport qui montra que le cheval interprétait le comportement de la personne qui l’interrogeait, un artefact connu sous le nom de « phénomène Hans le Malin ».